# Нікітюк Оксана Павлівна
Оксана Нікітюк (30 січня 1980, Київ, Україна ) — хормейстерка, співачка, мистецтвознавець, Заслужена артистка України, Кандидат мистецтвознавства, учасниця концертів у зоні АТО на Сході України. Лауреатка І премії IV Всеукраїнського конкурсу хорових диригентів (2008 р.).

## Життєпис
Оксана Нікітюк  - українська диригентка, співачка та педагог, яка народилась у старому центрі Києва. У дитинстві виявила талант до музики, протягом 10 років співала соло у дитячому хорі "Щедрик". Разом з хором "Щедрик" вона мала можливість подорожувати, виступаючи в Європі, США та Канаді.
У 2000 році Оксана закінчила Київське вище музичне училище імені Р.М. Глієра з відзнакою. Потім, у 2005 році, закінчила з відзнакою Національну музичну академію імені П.І.Чайковського (НМАУ), за спеціальністю "Хорове диригування" в класі Народного артиста України, професора Віктора Петриченка.
З 2002 року Оксана Нікітюк почала здійснювати виступи, як солістка у складі видатного хорового колективу України- Національної Заслуженої академічної капели України "Думка". Під керівництвом художнього керівника та диригента Героя України Євгена Савчука, капела виконувала широкий репертуар хорової музики, представляючи високий рівень виконавства та музичного мистецтва.
Протягом 2005-2008 років Оксана працювала асистентом-стажистом на кафедрі хорового диригування в НМАУ ім.П.І.Чайковського. В той же час Оксана Нікітюк заснувала камерний хор "Ніка" (з 2019 - "AVE").  Участь у різноманітних музичних фестивалях стала важливим елементом творчого життя хору "AVE", де виконувались твори сучасних українських композиторів, зокрема твори видатної Вікторії Польової. Серед таких заходів слід відзначити участь у фестивалі "Гоголь фест", "Київ Музік Фест", проєкті "Архітектура голосу", організованого музичною агенцією "УХО", "Український кант 18 ст.", "Простоспів", організованого S.T. ART Foundation та інші. 

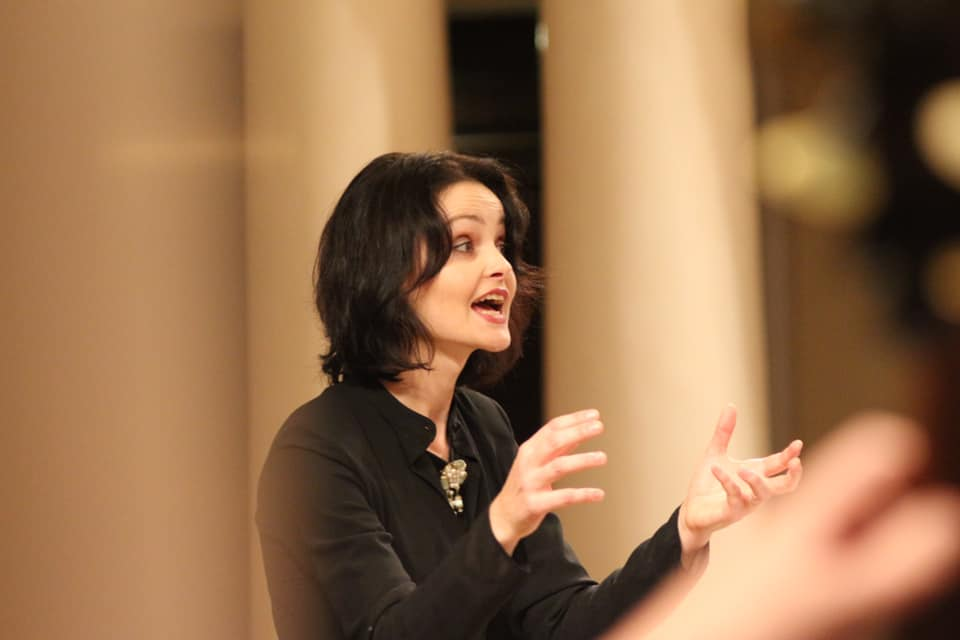
Оксана Нікітюк. Національна Філармонія України

З 2010 вона працює викладачем кафедри хорового диригування в НМАУ імені П. І. Чайковського.
З 2019 року Оксана продовжує плідно працювати, як солістка, тепер в колективі Національного ансамблю солістів "Київська Камерата" під керівництвом Народного артиста України Валерія Матюхіна. Цього ж року вона здобула науковий ступінь кандидата мистецтвознавства, доктора філософії з мистецтва в Інституті мистецтвознавства, фольклору та етнології (ІМФЕ) ім.М.Рильського, захистивши наукову дисертацію на тему "Творчість капели "Думка" під орудою Євгена Савчука: традиції та інновації" під керівництвом кандидата мистецтвознавства Ірини Сікорської.
У 2022 році Оксана Нікітюк успішно завершила навчання в НМАУ ім.П.І. Чайковського за спеціальністю "Оперно-симфонічне диригування" в класі Народного артиста України, професора Алліна Власенко.
Оксана Нікітюк також успішно співпрацює з численними європейськими оркестрами та диригентами ( Романом Реваковичем, Оксаною Линів, Міхаелем Шьонгайтом, Ретою Казарян, Марісом Сірмаісом та ін.) 
Співала сольні партії на фестивалях "Дні української музики в Варшаві" (організованих диригентом Романом Реваковичем) в Концертному залі Польського радіо ім. Вітольда Лютославського.
Окрім цього, 2022 року Оксана брала участь у престижному фестивалі музики Центральної та Східної Європи "Eufonia" у Варшаві в залі Варшавської філармонії. На цьому фестивалі був виконаний твір сучасного українського композитора Івана Тараненка. 
Участь Оксани в концертах у м.Рига, Латвія, стали знаковим моментом в її творчій біографії. Вона виконала "Кантату №3 на вірші П.Тичини для голосу і камерного оркестру" О.Ківи спільно з диригенткою Наталією Паламарчук та оркестром Simfonietta Rīga.

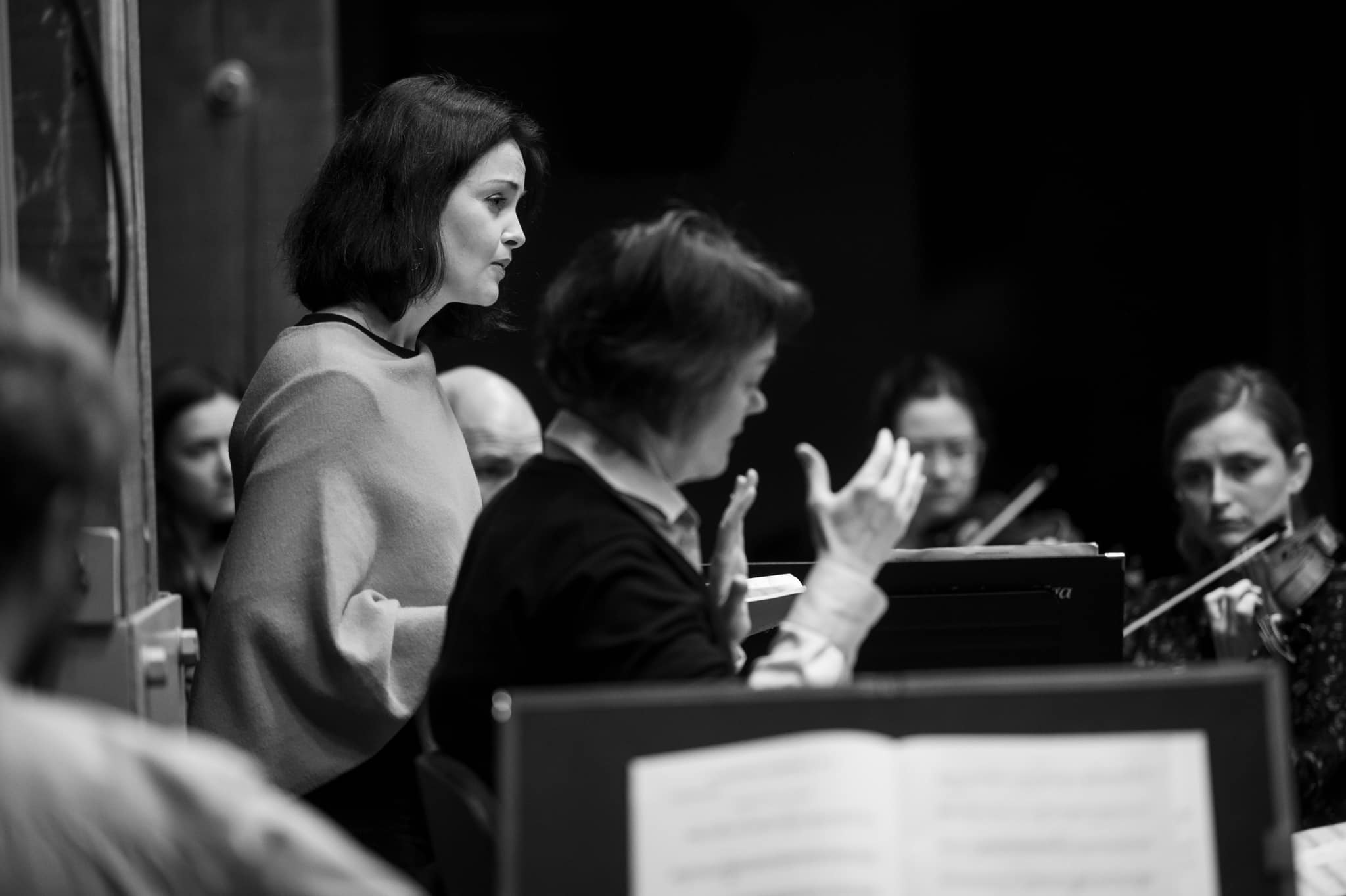
Наталя Паламарчук (диригентка), Оксана Нікітюк (солістка), оркестр "Simfonietta Riga" (Рига, Латвія)

Крім того, Оксана Нікітюк провела низку виступів у Франції, де виступала у місті Страсбург, в постійному представництві України при Раді Європи, а також в залах Парижу, Марн-ля-Кокет, Вокресон та ін. Починаючи з 2002 року щорічно виступала на фестивалі "La Chaise-Die" (Франція). 

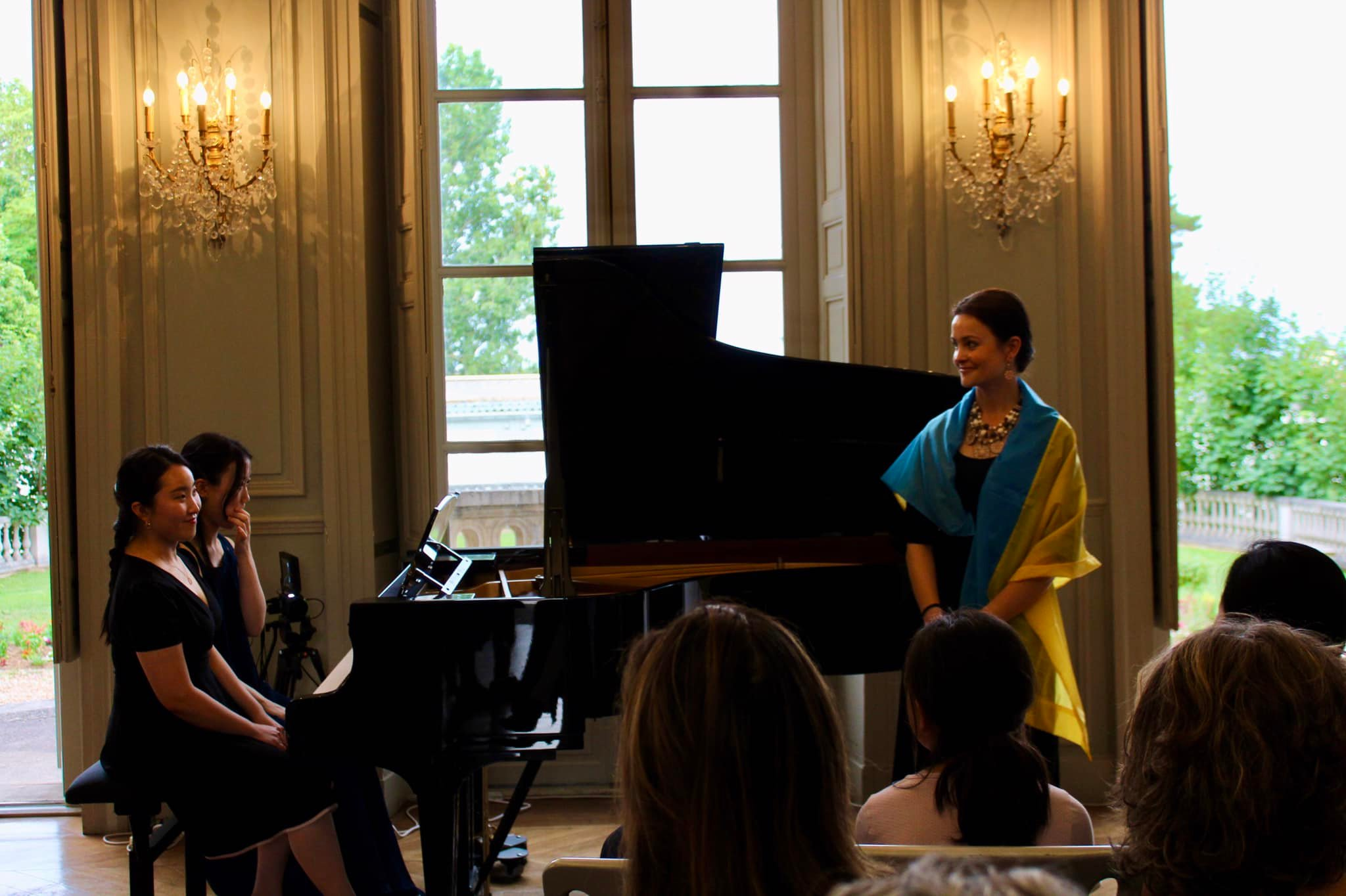
Концерт в день надання Україні статусу кандидата в члени ЄС (Франція)

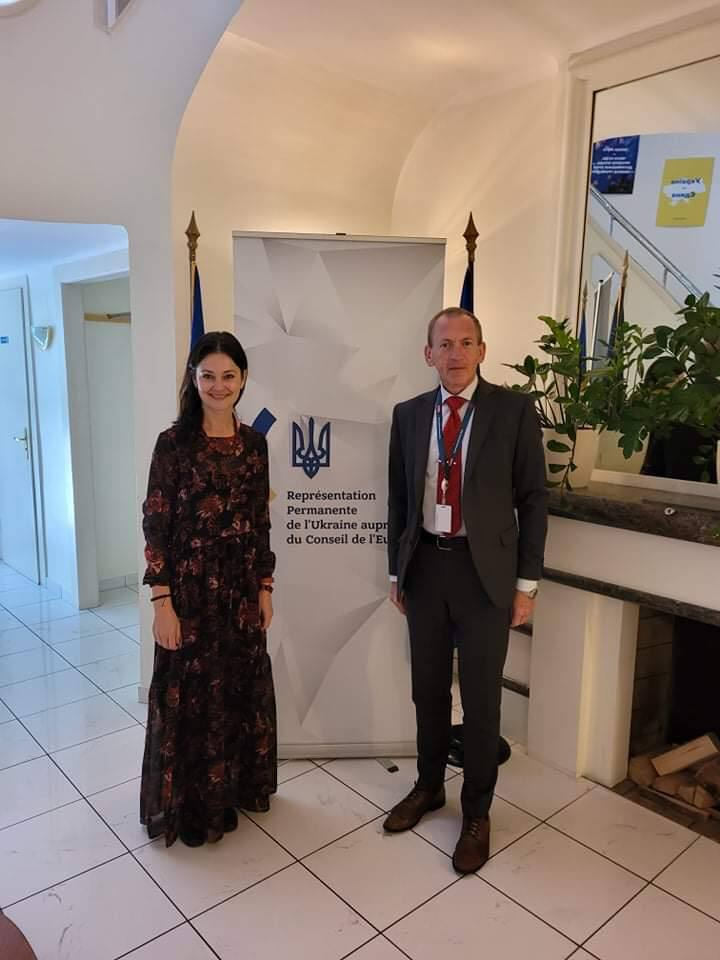
Оксана Нікітюк та Вітор Нікітюк в Постійному представництві України при Раді Європи (м.Страсбург)

Протягом 2022-2023 диригувала французькими хорами "Jubileum", "Kalyna" та "Vocation" у Парижі, Франція, демонструючи свою унікальну спроможність бути як талановитою співачкою, так і диригенткою.
Численні міжнародні виступи дозволяють Оксані Нікітюк просувати українську музичну культуру в країнах ЄС. Її виконання творів сучасних українських композиторів та участь у міжнародних музичних заходах сприяють популяризації української академічної музики.
Має доньку Анастасію, 2002 року народження.

## Освіта
- 2000 — Київське вище музичне училище ім. Глієра, клас Хорошун Н. Ю. (з відзнакою);
- 2005 — НМАУ ім. Чайковського, клас Народного артиста України, професора Петриченка Віктора Вікторовича, спеціальність "Хорове диригування" (з відзнакою);
- 2005-2008 — асистент-стажист в НМАУ ім. П. Чайковського;
- 2013-2019 - аспірантка відділу музикознавства ІМФЕ ім. М. Рильського (науковий керівник кандидат мистецтвознавства Сікорська І. М.);
- 2022 - НМАУ ім. Чайковського, клас Народного артиста України, професора Власенко Алліна Григоровича, спеціальність "Оперно-симфонічне диригування" (з відзнакою);

## Робота
- Викладач відділу хорового диригування КССМШ ім. Лисенка, художній керівник Дівочого хору КССМШ ім. Лисенка;
- Викладач кафедри оперної підготовки НМАУ ім. П. І. Чайковського;
- Викладач кафедри хорового диригування НМАУ ім. П. І. Чайковського;
- Солістка Національної Заслуженої академічної капели України «Думка» (художній керівник і диригент Герой України Є. Г. Савчук);
- Солістка НАС «Київська Камерата» Київська камерата (художній керівник Народний артист України Валерій Матюхін);
- Художній керівник камерного хору "AVE";
- Державний академічний хор "Латвія" (художній керівник та головний диригент Маріс Сірмаіс)

## Громадська діяльність
- З 2016 — голова жюрі категорії "Академічний та народний вокал" Всеукраїнської відкритої музичної олімпіади [1] «Голос Країни»;
- Член жюрі конкуру в категорії "Симфонічнее диригування" Всеукраїнської відкритої музичної олімпіади [1]«Голос Країни»;
- З 2017 — почесний голова журі Всеукраїнського відкритого вокального і хорового конкурсу «Vocal.ua»[2];
- Член жюрі Всеукраїнського вокального конкурсу "Сонце ЗА нас"[3] ;
- Член жюрі Міжнародного вокально-хорового конкурсу "Victoria"[4]  ;
- Член жюрі співочого шоу "Битва хорів".

## Нагороди та відзнаки
- Заслужена артистка України (2009)[5]
- Лауреат І премії IV Всеукраїнського конкурсу хорових диригентів (2008 р.)
- Гран-прі Міжнародного конкурсу «Kiwanis» (1995 р., Торонто).
- Гран-прі конкурсу хорових колективів в Угорщині (Дебрецен) в категорії сольного співу (2000 р.)
- Гран-прі конкурсу-фестивалю українського кіно і пісні «Миколайчук-Фест» (2016 р.)
- Почесна відзнака Парламенту Канади «за значний внесок в культурне життя країни»(1995 р.)
- Почесна відзнака Уряду провінції Онтаріо (Канада) «за визначну культурну діяльність» (1995 р.)
- Почесна відзнака Вченої ради Національної Музичної Академії України ім. П. І. Чайковського «за видатні досягнення у розвитку Національного музичного мистецтва, благодійну та гуманістичну діяльність» (2008 р.)
- Грамота міністерства культури України «за вагомий особистий внесок у розвиток національного музичного мистецтва, багаторічну плідну працю та високу професійну майстерність» (2014 р.)
- Подяка від Посольства України в Таджикистані «за вагомий внесок у розповсюдження Української культури в світі» (2014 р.)
- Відзнака Президента України — ювілейна медаль «25 років незалежності України» (2016).[6]